# Москва (аппаратура)
Аппаратура «Москва» — устройство для шифрования телеграфной правительственной связи, созданное в СССР в 1938 году.
Руководитель группы разработчиков В. А. Котельников в аппаратуре «Москва» впервые в СССР применил разработанные им принципы построения телеграфной засекречивающей аппаратуры, действующей по принципу наложения знаков шифра на сообщения.
Над разработкой этой аппаратуры трудился коллектив инженеров: Ю. Я. Волошенко, Д. П. Горелов, М. Л. Дайчик, Г. Двойневский, А. Я. Захарова, К. Ф. Калачёв, Н. Н. Коробков, Р. Лейтес, В. А. Малахов, В. Н. Мелков, Н. Н. Найденов, А. П. Петерсон, Строганов, А. М. Трахтман, Н. А. Тюрин, В. Б. Штейншлегер и др.

Сохранилось описание работы аппаратуры:

Сам шифратор, сконструированный на электромеханических узлах, был сложным и громоздким. В основе конструкции лежал барабан, заполненный шариками. При вращении барабана через систему штырей из щелей шарики случайным образом скатывались по шести вертикальным трубкам на две движущиеся телеграфные ленты, которые были наложены одна на другую через «копирку». В результате на обеих лентах получался одинаковый рисунок — «дорожки» из случайно расположенных пятен. Затем по этим меткам ленты перфорировались. Эти ленты образовывали случайный ключ и рассылались на пункты установки аппаратуры. Считывание шифра с ключа производилось с помощью фото-электронных элементов
— В. В. Бабиевский Л. С. Бутырский, Д. А. Ларин, Г. П. Шанкин. Советская шифровальная служба: 1920 – 40-e
Аппаратура «Москва» стала одной из первых промышленно использовавшихся систем правительственной связи, реализованная схема наложения шифра на открытый текст оказалась очень привлекательной и долгое время использовалась в телеграфной аппаратуре следующих поколений.
После успешной разработки этого проекта перед коллективом была поставлена задача создания защищённого телефонного соединения.